# 4절 링크
4절 링크, 포바(four-bar)는 가장 단순한 움직일 수 있는 닫힌 체인 링크이다.
이는 4개의 링크(바라고도 불림)로 이루어져 있고, 4개의 접점이 연결되어 고리 모양을 이룬다.
일반적으로 접점은 평행 평면상에서 움직이도록 구성되며, 이렇게 구성된 것을 평면 4절 링크라고 한다.

## 같이 보기
- 링크 (기구)
- 구면 삼각형
- 조인트